# 潮州金山大桥
潮州金山大桥，早期暂定名为韩江北桥，位于中国广东省潮州市湘桥区，是一座横跨韩江的双向六车道公路桥，总长度为3574米，连接西岸潮州市区西荣路和春荣路交叉口和东岸意溪镇意东三路，总造价4.6亿元人民币，于2007年6月18日正式通车。

## 历程
在潮州金山大桥建成之前，潮州市有两座跨韩江公路桥，分别是广济桥和1989年4月建成的韩江大桥。2003年10月，为了发展旅游业，当地政府开始将广济桥修复回仿古啟閉式浮橋，不再通车，仅作为旅游景点。于是韩江大桥车流量增加，交通压力大，故有了再建一座跨韩江大桥的需求。
2004年7月31日，潮州市委、潮州市政府于韩江北堤举行「潮州市韩江北桥等八大建设项目」开工典礼。2004年10月15日，潮州金山大桥桩基础全面开钻，2005年4月6日，潮州金山大桥西引桥桩基础正式开钻。2006年4月18日，潮州金山大桥无风撑背靠式五跨钢管拱开始吊装，并于10月7日全部吊装完成。2007年2月14日，潮州金山大桥开始试通车，3月6日至4月30日期间，潮州金山大桥封闭，进行工程扫尾施工。2007年6月18日，潮州金山大桥正式通车。
2007年1月1日至3日，潮州市韩江北桥办公室于《潮州日报》和潮州市政府公众信息网上征集命名，后收到378份桥名征集稿，经过筛选，决定在“潮州市人民大桥”和“潮州金山大桥”两个候选桥名中确定一个作为正式名称。2007年6月，“潮州金山大桥”最终被选取作为正式名称。

## 建筑结构
潮州金山大桥主桥是一座五跨连续下承式钢管混凝土无风撑系杆拱桥，建成之时在中国同类桥梁中属跨度最大、钢管直径最大、板材最厚。主桥长达580米，跨径组合为11米+85米边跨+114米次边跨+160米中跨+114米次边跨+85米边跨+11米。主桥上部结构主要由拱助、水平系杆、吊杆和桥面系组成，每跨有4片拱助，其中两片为哑铃形钢管混凝土竖拱助，两片为圆形铜管斜拱助，全桥五跨共20片拱助；每片拱助下设有4根水平系杆；全桥拱助有49对吊杆，其中中跨有15对，次边跨各有10对，边跨各有7对；桥面系则采用悬浮体系。主桥下部结构主要由V形桥墩和桩基础组成。主桥桥面宽为30米，由沥青铺装，两侧人行道各占2.5米，人行道与机动车道之间的防撞栏各占0.45米，同向三车道各占11.75米，中间分隔双向车道的防撞栏占0.6米。